# Fauroeulx
Fauroeulx (Frans: Faurœulx, Waals: Fôru) is een dorp in de Belgische provincie Henegouwen en een deelgemeente van de Waalse gemeente Estinnes.
Fauroeulx was een zelfstandige gemeente, tot die bij de gemeentelijke herindeling van 1977 deel werd van de gemeente Estinnes.

## Demografische ontwikkeling
- Bronnen:NIS, Opm:1831 tot en met 1970=volkstellingen, 1976= inwoneraantal op 31 december

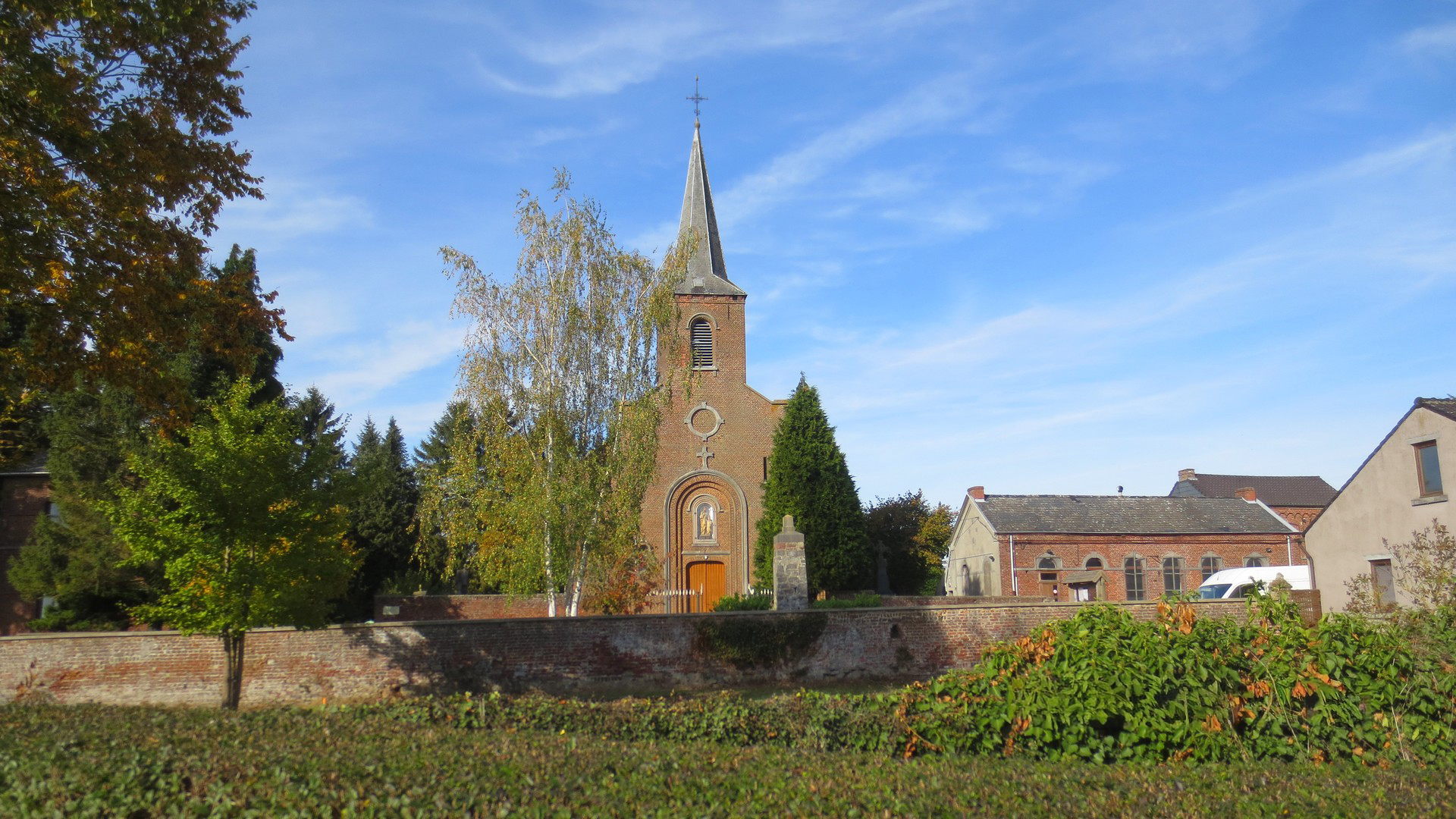
Fauroeulx

## Bezienswaardigheden
- De Église Saint-Joseph